# Hedel (Gelderland)
Hedel (Hèl in de volksmond) is een dorp in de Nederlandse provincie Gelderland, dat gelegen is aan de Maas. Het dorp telt 5.130 inwoners (per 1 januari 2023). Sinds 1 januari 1999 behoort het tot de gemeente Maasdriel. Tot het dorp behoort ook de buurtschap Californië.

## Geschiedenis

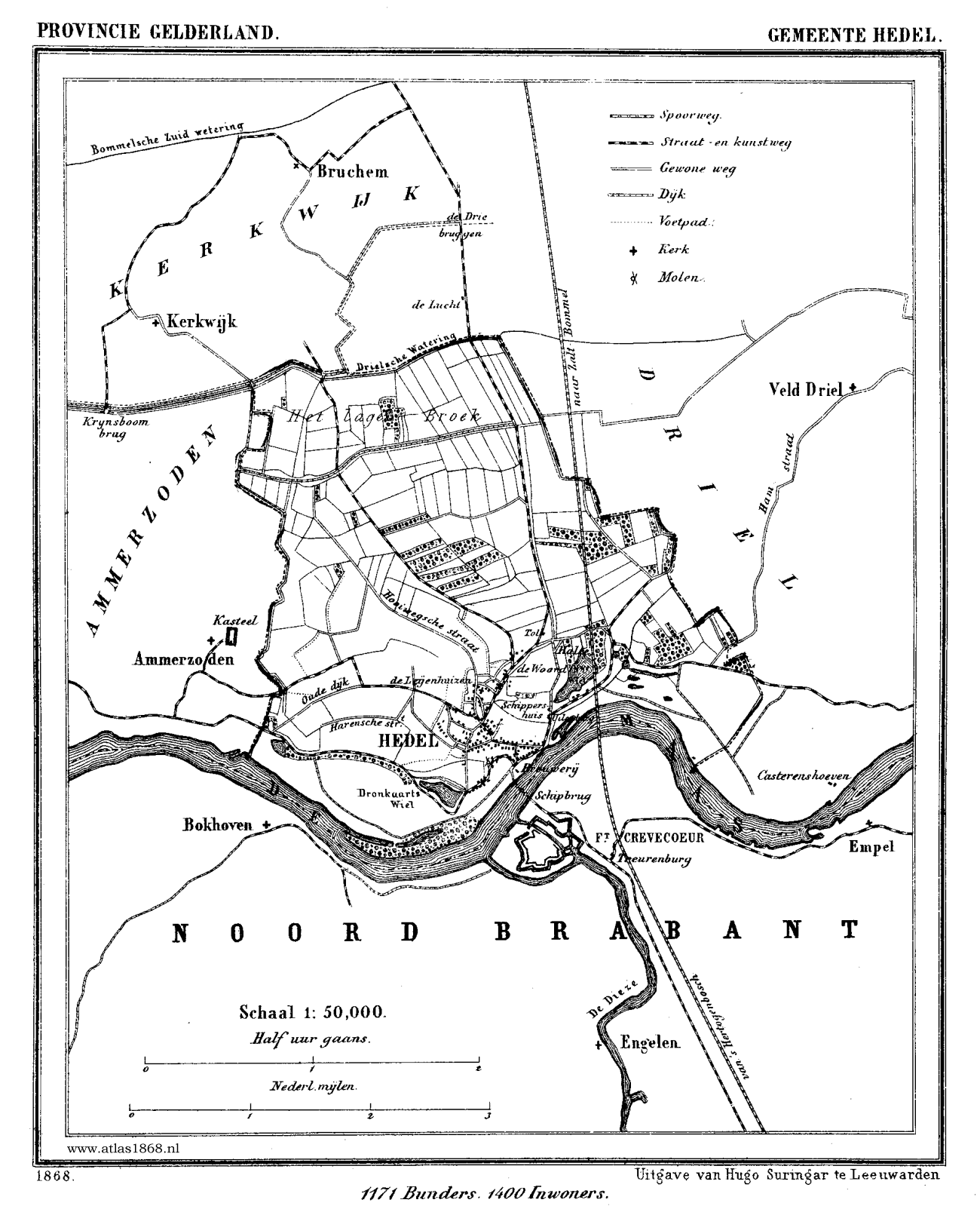
Historische kaart Hedel

Hedel wordt voor het eerst in een schriftelijke bron genoemd in 815/816 ('Hatalle' en 'Hedilla'). Hiernaar is het Hedillapad vernoemd. 'He/ee' of 'Ha/aa' is een aanduiding voor water. Het tweede deel van de plaatsnaam 'lo' verwijst naar loofbos op een oeverwal.
In Hedel bevinden zich de resten van kasteel Hedel. Het kasteel was al bekend voor 1336, maar werd in 1794 door de Fransen verwoest. In 1802 kocht de katholieke gemeenschap van Hedel de resten op en sloopte alles wat er nog overeind stond. Alleen de Neerhuizinge (voorburcht) bleef overeind. In de Tweede Wereldoorlog werd ook dit gebouw verwoest. In 1981/82 werd er archeologisch onderzoek verricht en werd het kasteel geconsolideerd en gedeeltelijk opgebouwd zodat het kasteel weer te herkennen is.

#### Slag bij Hedel
In de nacht van 22 april 1945 trokken eenheden van de 116de Brigade Royal Marines en de Prinses Irene Brigade over de Maas om de Betuwe te bevrijden. Ook bij Kerkdriel waren troepen van de 116de Brigade overgestoken, maar die ondervonden zoveel verzet dat zij teruggeslagen werden. Er was geen contact mogelijk tussen de twee Brigades.
In Hedel kon de Irene Brigade zich handhaven. Zij trokken zich terug in de R.K. kerk, de Duitsers verscholen zich in de huizen. Op 25 april kwam het tot een straatgevecht. Twaalf Irenemannen en achttien Duitsers verloren hierbij het leven. 's Middags moest de Brigade zich terugtrekken, om geen gevaar op te leveren voor de voedseltransporten die naar West-Nederland gingen.

#### Terreuraanslagen Hedel
In 2019 en 2020 vonden terreuraanslagen plaats bij medewerkers van fruitbedrijf De Groot nadat er in 2019 400 kilogram cocaïne werd gevonden, en het fruitbedrijf daarop aangifte deed bij de politie. Een week na de vondst kwamen de eerste dreig-sms'jes binnen, daarin eisen de afpersers 2,5 miljoen euro als compensatie. Er staat in dat als het verzoek geweigerd wordt er extreem geweld dreigt, waar onder liquidaties van medewerkers. Ondanks de bedreigingen, weigert het fruitimportbedrijf te betalen en schakelt het de politie in. Dat leidt tot de aanhouding van Ali G. en enkele andere verdachten. Tegelijkertijd maakt justitie het de afpersers per ongeluk erg makkelijk om in de buurt van de werknemers van De Groot te komen. Door een fout van het Openbaar Ministerie belanden hun adresgegevens namelijk in het strafdossier, waardoor ook de verdachten de lijst in handen krijgen. Vanaf dat moment volgen er aanslagen op privé-adressen van De Groot-medewerkers. In totaal zijn er bijna twintig incidenten geweest, waaronder (pogingen tot) brandstichting en incidenten met vuurwerkbommen. Ook worden huizen beschoten en wordt er een handgranaat voor de deur van een appartementencomplex gelegd. Twee Hedelse broers overleven ternauwernood een aanslag. Beiden zijn oud-medewerkers van De Groot en moeten van de eerste verdieping in hun ouderlijk huis springen om te ontkomen aan de vlammenzee die was ontstaan nadat een explosief naar binnen was gegooid. De impact van de terreurcampagne op de medewerkers blijkt enorm. Eerder in Trouw vertelde de advocaat van de familie De Groot, Taco van der Tussen: “Medewerkers zijn bang om naar het werk te gaan en om te gaan slapen”.
Er werd tot wel 15 jaar cel geëist voor de verdachten. Tegen de persoon die de verdachten aanstuurden werd 26 jaar en 7 maanden cel geëist.

## Bezienswaardigheden

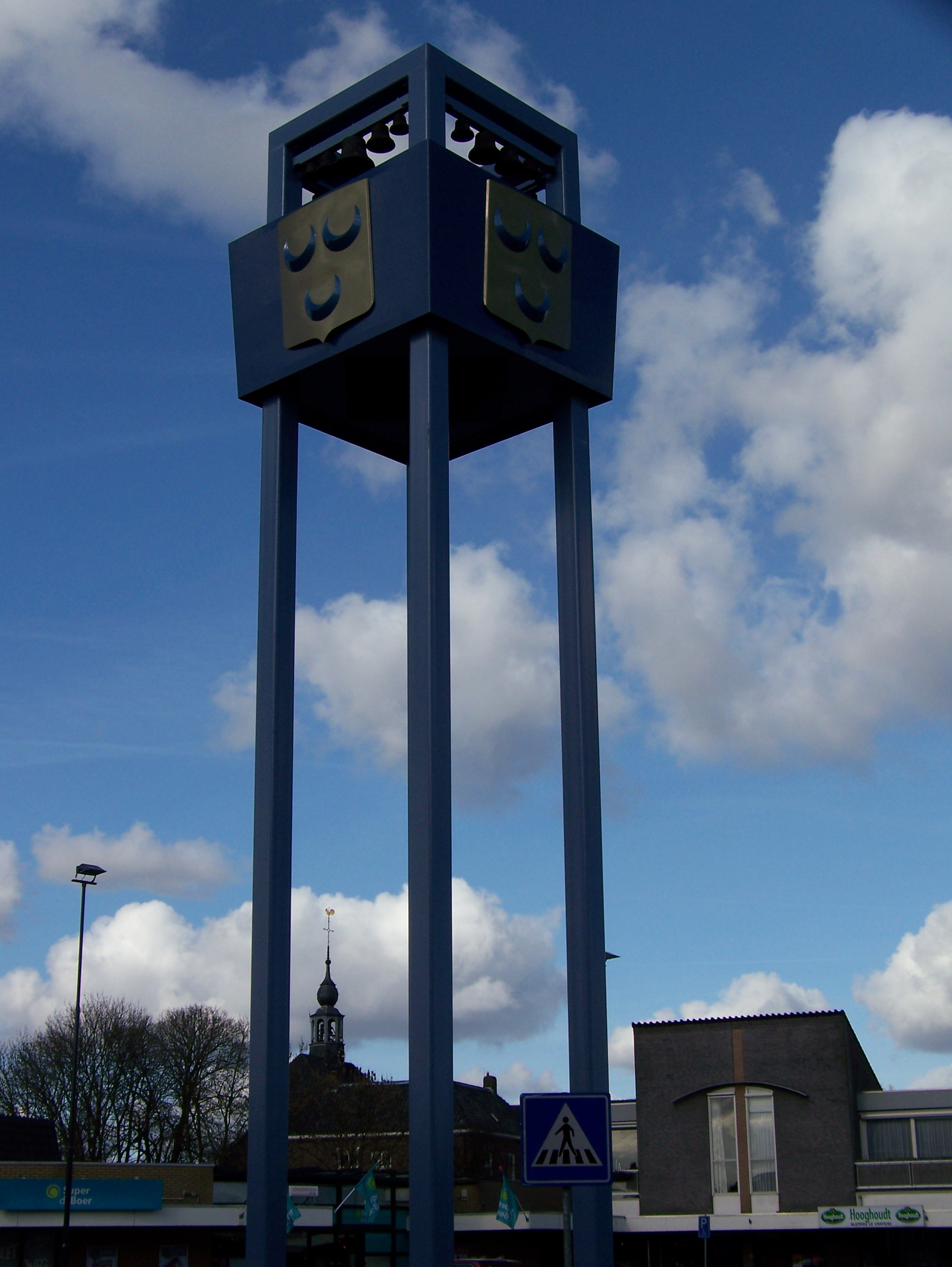
Carillon Hedel

Doordat het dorp in de Tweede Wereldoorlog voor 90% verwoest werd, zijn er weinig historische gebouwen bewaard gebleven.
- Het Historisch museum in het in 1882 gebouwde raadhuis. De vaste collectie bevat veel archeologische vondsten die bij het opgraven van het kasteel zijn gevonden, waaronder een unieke collectie muntstempels van de Hedelse munt.
- Restanten van Kasteel Hedel.
- De Maasbruggen, zie verkeer en vervoer.
- Het gemaal van 1937.

### Kerken
Hedel telt drie kerken:
- De Hervormde kerk werd gebouwd rond 1640 op de fundamenten van het koor en transept van een eerdere kerk, maar werd in de Tweede Wereldoorlog grotendeels verwoest. De kerk is na de oorlog volledig in oude luister hersteld.
- De rooms-katholieke Sint-Willibrorduskerk is gebouwd in 1949 naar een ontwerp van architect C.H. de Bever ter vervanging van de Neogotische kerk die in de Tweede Wereldoorlog werd vernield. Daarmee was het de eerste kerk die in de Bommelerwaard herbouwd werd. De 19e-eeuwse pastorie werd wel hersteld.
- De Gereformeerde Gemeenten in Nederland kerkten tot 1991 in een woonhuis aan de Hondsneststraat 26. Daarna heeft men zich gevestigd in het voormalig verenigingsgebouw van de Hervormde kerk, aan Prins Bernhardstraat 14.

Zie ook
- Lijst van rijksmonumenten in Hedel
- Lijst van gemeentelijke monumenten in Hedel

## Voorzieningen
Hedel bezit een jachthaven ('t Stik), een kleindierwandelpark, en een industrieterrein (De Kampen).

## Geografie
Het dorp Hedel ligt aan de rivier de Maas, tegenover 's-Hertogenbosch en Bokhoven. De bebouwde kom van Hedel bestaat uit twee delen, die van elkaar worden gescheiden door de Oude Rijksweg.

## Media

### Radio en televisie
Het dorp Hedel heeft van 1994 tot 1996 een eigen lokale omroepstichting gehad, de HeLOS. De omroep heeft echter geen radio-uitzendingen kunnen doen op een eigen zender. Wel heeft HeLOS een rol gespeeld in de gezamenlijke uitzendingen van de omroepen in de andere toenmalige gemeenten in de Bommelerwaard, te weten LOSA (Ammerzoden), Transmedia (Zaltbommel) en RTM (Maasdriel) tijdens het hoogwater van 1995. Laatstgenoemde omroep is ook de lokale omroep van de nieuwe gemeente Maasdriel, gevormd tijdens de herindeling door samenvoeging van Ammerzoden, Hedel, Maasdriel, Rossum en Heerewaarden.

### Dag- en weekbladen
Het regionale dagblad in Hedel is het Brabants Dagblad. Deze krant heeft een eigen editie voor de Bommelerwaard. Dan zijn er nog enkele gratis wekelijkse huis-aan-huisbladen als De Bommelerwaardgids en de Bossche Omroep.

## Verkeer en vervoer
Hedel ligt op korte afstand van de rijkswegen A2 en A59. Via de Oude Rijksweg bestaat een verbinding met 's-Hertogenbosch.
Hedel heeft twee bruggen over de Maas: de Hedelse spoorbrug uit 1870 en de Hedelse brug uit 1937. Even ten oosten van Hedel ligt een derde brug, de Maasbrug bij Empel, waarover de A2 voert.

### Busvervoer
Ook rijden er vier buslijnen naar Hedel. Het vervoer werd tientallen jaren door het busbedrijf "Onze Tram" te Rossum verzorgd en daarna door de BBA. De provincie Gelderland gunde het vervoer vanaf 2003 aan Arriva Personenvervoer Nederland.
Buslijnen door Hedel
Alle buslijnen door Hedel worden door Arriva gereden.
- 165 ('s-Hertogenbosch - Druten)
- 166 ('s-Hertogenbosch - Well)
- 266 (Zaltbommel - Wijk en Aalburg) (buurtbus)
- 267 (Zaltbommel - Ammerzoden) (buurtbus)

### Treinstation Hedel
Van 1869 tot 1950 had Hedel ook een spoorwegstation aan de lijn van Utrecht naar 's-Hertogenbosch. Het station Hedel was gevestigd aan de Stationsweg, even ten noorden van de Maasdijk.

## Evenementen
Hedel staat bekend om zijn paardenmarkt die elke 1e maandag na 1 november (Allerheiligen) wordt gehouden. De Hedelse Paardenmarkt is een van de grootste van Europa en bestaat sinds 1719.

## Foto's

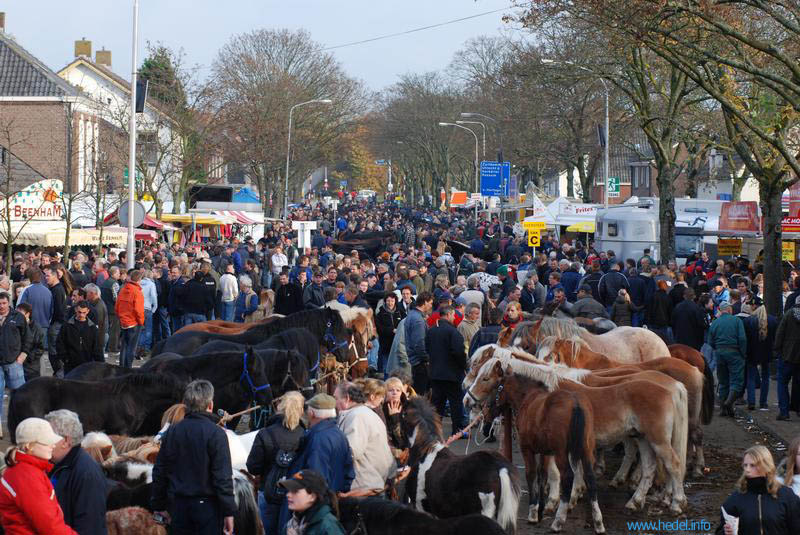
Paardenmarkt Hedel
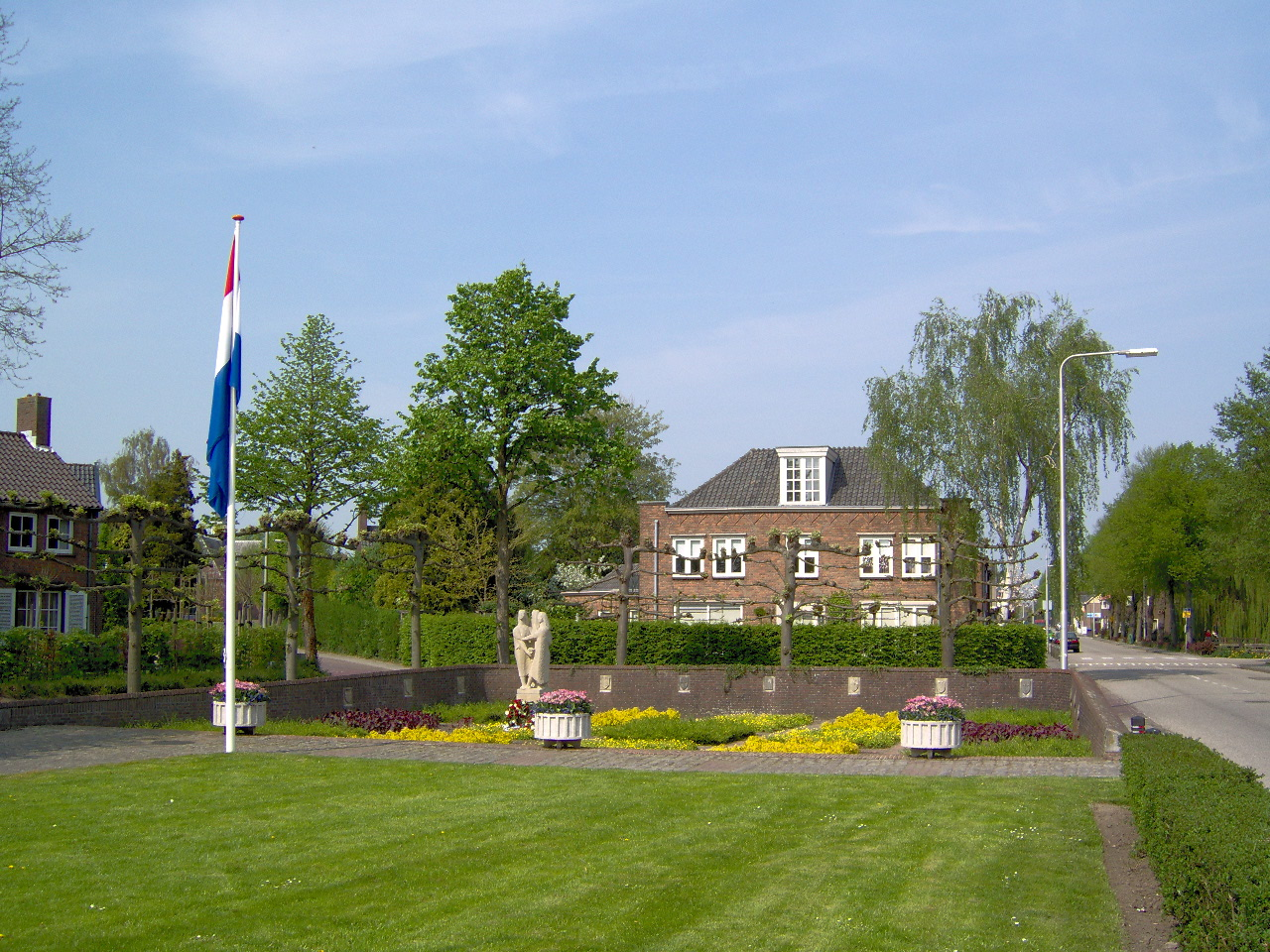
Oorlogsmonument
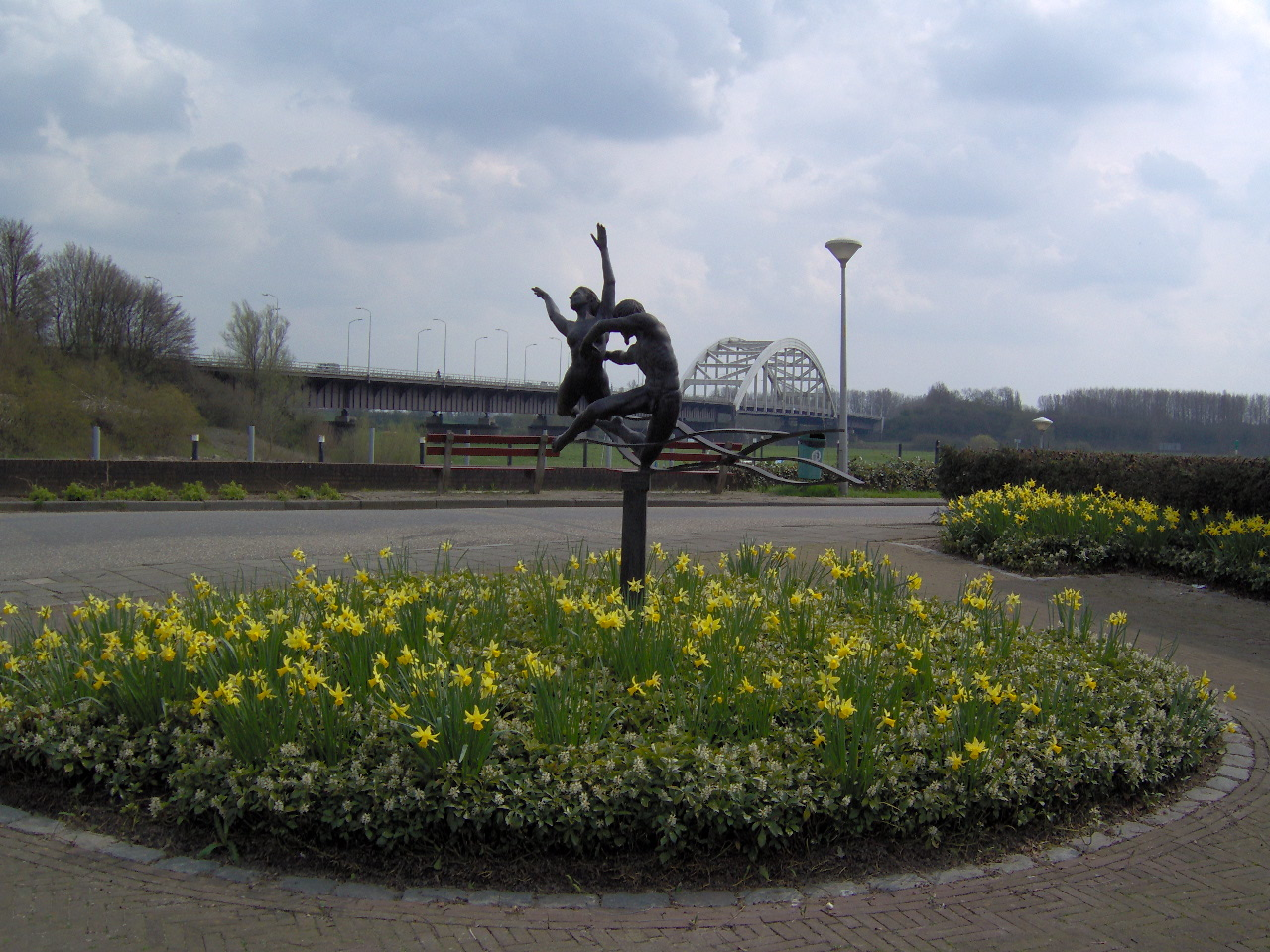
Zicht op de Hedelse brug
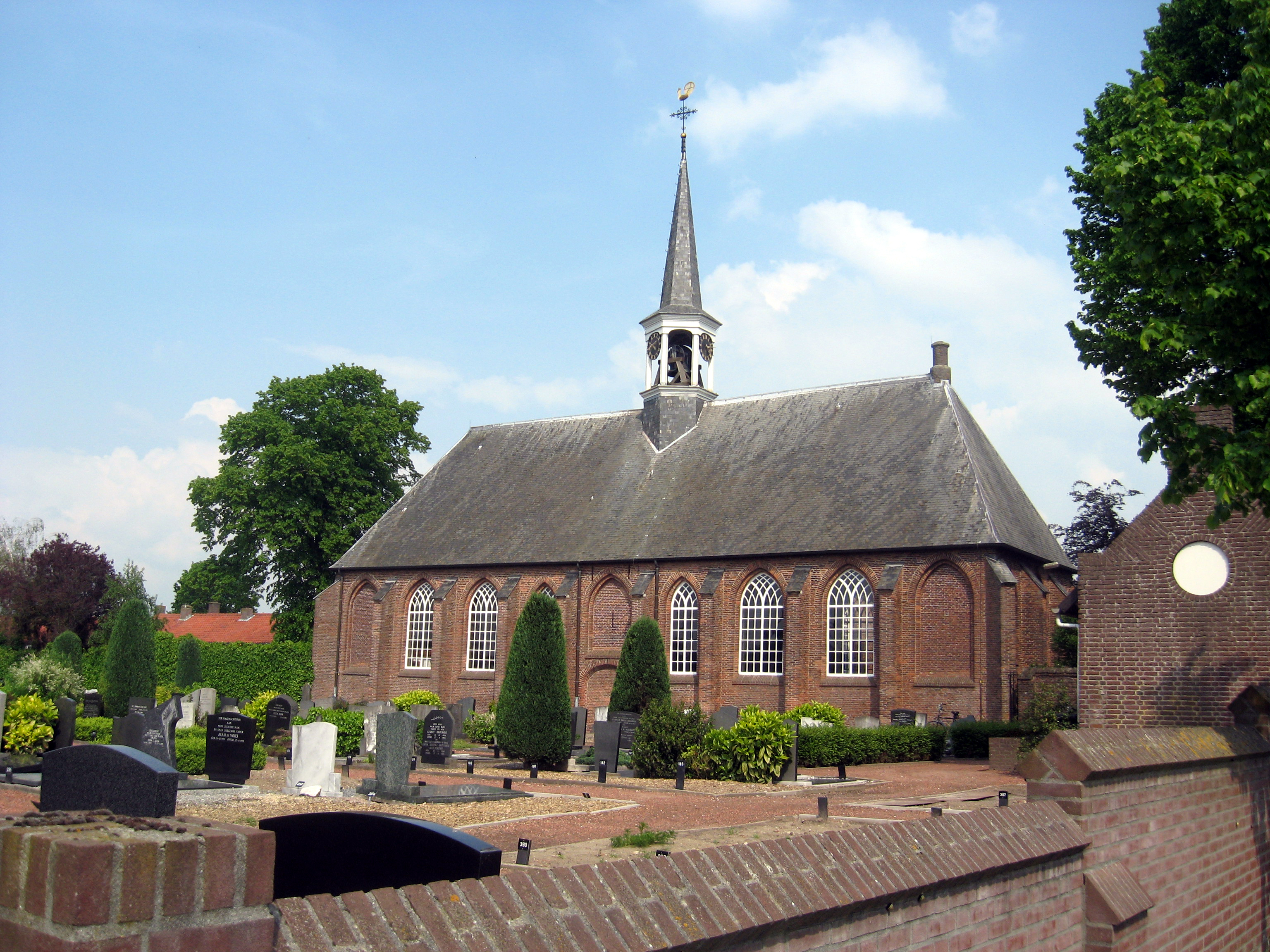
NHkerk Hedel begraafplaats

## Nabijgelegen kernen
Ammerzoden, Velddriel, Bruchem, Kerkwijk, 's-Hertogenbosch, Engelen
Tot Hedel behoort ook de buurtschap Californië.

## Geboren
- Jan de Haas (1832-1908), kunstschilder
- Gerard van den Anker (1972), politicus